# Batalla de Enofita
La batalla de Enofita fue un conflicto entre Atenas y las ciudades estado beocias en el año 457 a. C., durante la primera guerra del Peloponeso.
En este período que se ubica entre las guerras médicas y la guerra del Peloponeso, surgieron y colapsaron alianzas y ligas, aunque la guerra duró muy poco. En 457 a. C. Atenas, líder de la Liga de Delos, entró en conflicto con Corinto y su aliada Esparta (líder de la Liga del Peloponeso) en Mégara; dos meses antes de la batalla de Enofita los atenienses fueron derrotados en la batalla de Tanagra por Esparta, pero Esparta había perdido tantos efectivos que no pudieron aprovecharse de su victoria.
Atenas, que tenía 14 000 soldados en Tanagra, reagrupó su fuerza tras la batalla y marchó a Beocia. En Enofita, comandados por Mirónides, derrotaron a los beocios y destruyeron las murallas de Tanagra; también causaron estragos en Lócrida y Fócida. La victoria en Enofita permitió a Atenas derrotar a Egina más tarde ese año, y finalizar la construcción de los Muros Largos hasta el puerto ateniense de El Pireo, construcción a la que se oponía Esparta.
Atenas mantuvo el control de Beocia hasta el año 447 a. C., cuando fue derrotada en la batalla de Coronea.